# Diplonevra goliatha
Diplonevra goliatha är en tvåvingeart som beskrevs av Corona och Brown 2005. Diplonevra goliatha ingår i släktet Diplonevra och familjen puckelflugor.
Artens utbredningsområde är Honduras. Inga underarter finns listade i Catalogue of Life.